# Iluzii - Aventurile unui Mesia reticent
Iluzii - Aventurile unui Mesia reticent este un roman al scriitorului și pilotului Richard Bach. Publicată pentru prima dată în 1977, povestea pune la îndoială viziunea cititorului asupra realității, propunând ideea că ceea ce numim realitate este doar o iluzie pe care o creăm pentru învățare și distracție. Iluzii a fost continuarea autorului la „Pescărușul Jonathan Livingston” din anii 1970.

## Rezumat
Romanul gravitează în jurul a doi piloți care se întâlnesc pe un câmp din Vestul Mijlociu al Statelor Unite. Cele două personaje principale intră într-o relație profesor-elev, prin care se explică conceptul că lumea pe care o locuim este iluzorie, la fel ca și realitatea subiacentă din spatele ei:
„Dacă ar veni cineva care să mă învețe cum funcționează lumea mea și cum să o controlez? ... Ce-ar fi dacă un Siddhartha ar veni în vremea noastră, cu putere asupra iluziilor lumii pentru că știa realitatea din spatele lor? Și dacă l-aș putea întâlni personal, dacă zbura cu un biplan, de exemplu, și ar ateriza pe aceeași pajiște cu mine?”
Donald William Shimoda este un mesia care renunță la slujbă după ce a decis că oamenii prețuiesc miracolele de tip showbiz și vor să fie distrați de acele miracole mai mult decât să înțeleagă mesajul din spatele lor. Îl întâlnește pe Richard, un coleg pilot. Ambii se ocupă cu oferirea de călătorii scurte – pentru câțiva dolari fiecare – în biplanuri de epocă, pasagerilor din câmpurile fermierilor pe care îi găsesc în timpul călătoriilor. Donald captează inițial atenția lui Richard când o pereche de bunic și nepoată ajung pe pista de aterizare improvizată. De obicei, bătrânii sunt precauți și tinerii sunt dornici să zboare. În acest caz, însă, bunicul vrea să zboare, dar nepoatei îi este frică să zboare. Donald îi explică nepoatei că frica ei de a zbura vine dintr-o experiență traumatizantă dintr-o viață trecută, iar asta îi calmează temerile și este gata să zboare. Observarea acest lucru îl intrigă foarte mult pe Richard, așa că Donald începe să-i transmită cunoștințele sale, chiar învățându-l pe Richard să facă „miracole” proprii.
Romanul conține citate din Manualul unui Messiah, deținut de Shimoda, pe care Richard îl ia mai târziu drept al său. Un aspect neobișnuit al acestui manual este că nu are numere de pagină. Motivul pentru aceasta, așa cum îi explică Shimoda lui Richard, este că cartea se va deschide către pagina în care cititorul poate găsi îndrumări sau răspunsuri la îndoielile și întrebările din mintea lui. Nu este o carte magică; Shimoda explică că se poate face acest lucru cu orice fel de text. Manualul unui Messiah a fost lansat ca titlu propriu de către Hampton Roads Publishing Company. Îl imită pe cel descris în Iluzii, cu citate noi bazate pe filozofiile din roman.

## Adaptări
O adaptare a romanului a fost serializată în benzile desenate Best Sellers Showcase ,1978.
Regizorul Zack Snyder a citat cartea ca fiind o influență majoră asupra filmului său Sucker Punch din 2011 și a filmului său din 2021 Army of the Dead.

## Continuare
În 2014, Bach a publicat Iluzii II: Aventurile unui student reticent, după ce a supraviețuit unui accident grav de avion.